# Divinity 2 - Ego Draconis
Divinity II: Ego Draconis è un videogioco di ruolo a tema fantasy, sequel della serie GDR Divine Divinity. È stato sviluppato da Larian Studios e distribuito da DTP. È stato pubblicato in Europa l'11 febbraio 2009.

## Trama
Divinity II: Ego Draconis è ambientato in un mondo magico: Rivellon, popolato sia da razze intelligenti, come gli umani, e da altre razze meno intelligenti, come i goblin. È il seguito di Divine Divinity, gioco di ruolo del 2002, ambientato a Rivellon e popolato da varie razze magiche. Il protagonista era appunto il Divino che in Divinity II viene citato durante tutta la trama. Il gioco aveva anche un sequel intitolato Beyond Divinity in cui si aiutava Damian (il dannato e figlio adottivo del Divino Lucian) a scappare dalla prigionia impostagli dal padre.
Il vasto e affascinante paesaggio, ricco di rovine, testimonia il passaggio di guerre e devastazioni.
A Rivellon, il protagonista (un Ammazza Draghi) inizia la propria missione per il completamento del rituale per divenire membro effettivo del proprio ordine. Verrà supportato da Zandalor, mago centenario e famoso in tutta Rivellon, l'unico a non credere nel tradimento dei draghi.
Uno degli scopi degli Ammazza Draghi è cercare di sterminare i Cavalieri Drago (Dragon Knights), che in passato avevano tradito le genti di Rivellon assassinando il Divino.
Dopo l'iniziazione il protagonista e il suo comandante individuano un Cavaliere Drago nel territorio di "Valle Rotta".
Rintracciato il Cavaliere, di nome Talana, riescono a scoprire ciò di cui i Cavalieri si stanno occupando, infatti Talana in punto di morte rivela che i Cavalieri lavorano contro Damian Il Dannato, colui che minaccia la sicurezza di tutta Rivellon.
Talana (che dice di essere l'ultimo dei Cavalieri Drago) allo stremo delle forze trasferisce tutta l'energia per trasformarsi in Drago al protagonista, rendendolo così cacciatore e preda allo stesso tempo.
Il protagonista si mette sulle tracce dei servitori di Damien riuscendo a sconfiggerli, tuttavia è anche braccato dai suoi ex-amici, gli Ammazza Draghi.
Si scopre poi che non è Talana a guidare il protagonista, ma Ygerna, la defunta amata di Damian, per poterlo manipolare.
Ygerna voleva infatti ingannare il protagonista facendogli credere di essere Talana e che trasferendogli il potere di trasformarsi in drago avrebbe potuto sconfiggere Damian. Lo stesso Zandalor, aiutante dell'Ammazzadraghi, cade vittima dell'inganno.
In realtà liberandola e trasferendo tale potere Damian acquista l'immortalità.
Per tutta la trama del gioco il personaggio principale è continuamente ingannato da Ygerna, fino al termine del gioco dove verrà intrappolato in una prigione di cristallo senza possibilità di fuggire; proprio qui il protagonista potrà parlare con Lucian il Divino che in realtà, a differenza di quanto tutti credono a Rivellon, è ancora vivo e vittima del medesimo tranello orchestrato da Damian. Il gioco si conclude lasciando in completa suspense e angoscia il giocatore.
Nell'espansione del gioco "Flames of Vengeance" si ha la possibilità di fuggire e di raggiungere Rivellon per cercare di sconfiggere Damien una volta per tutte.

## Personaggi principali
- Il Dragon-Slayer: l'ammazzadraghi impersonato dal giocatore, una recluta anonima di cui potremo personalizzare aspetto, sesso e nome. Allievo molto promettente e uno tra gli ultimi ammazzadraghi nominati, viene condotto per concludere il rito di iniziazione a Brillalungi. Durante il gioco si ritroverà a compiere delle scelte che muteranno in taluni casi il paesaggio e i personaggi non giocanti.
- Rhode: è un'ammazzadraghi e valorosa comandante dell'ordine, che all'inizio sarà il mentore del protagonista per poi rivoltarglisi contro dopo la trasformazione in cavaliere-drago.
- Zandalor: è il rappresentante della razza dei maghi nel Consiglio dei Sette, nonché personaggio noto a tutti nel mondo di Rivellon. Fu mentore di Lucian il Divino nonostante la sua veneranda età (stimabile tra i 500 e i 600 anni, da quanto afferma lui) e sarà una guida per il protagonista a partire dalla sua trasformazione. È uno dei pochi a non credere nella colpevolezza dei cavalieri-drago per l'assassinio del suo amico.
- Ygerna : donna misteriosa, discendente dei membri originali dell'Anello Nero. Sedusse Damian e lo aiutò a risvegliare i suoi reali poteri, per questo fu condannata a morte da Lucian; lei è la vera causa della guerra fra Damian e il Divino
- Damian : figlio del duca Janus di Rivellon (posseduto dal Demone delle Menzogne) e di una sua concubina, venne rinvenuto dal Divino dopo la sua terribile battaglia contro il demone. Nonostante l'Anello Nero avesse già completato il rito per trasferire parte dell'anima del Caos nel bambino, Lucian decise di adottarlo come figlio suo e di insegnargli la retta via nascondendogli i suoi reali poteri e le sue origini. Dopo la morte di Talana ha iniziato una sanguinosa battaglia contro il suo padre adottivo fino alla sua morte, dopodiché si è ritirato a ricostituire le sue forze. Ora ha deciso di partire alla conquista di Rivellon.
- Lucian : personaggio protagonista di Divine Divinity, eletto dai Sette Dei come loro campione e difensore del Bene. Ai suoi comandi c'era un intero ordine di cavalieri, chiamati i Paladini del Divino, che dopo la sua morte fondarono l'ordine degli Ammazzadraghi. I suoi poteri erano grandissimi, forse persino più del suo figlio adottivo Damian, ma non riuscì ad evitare il tradimento ordito dal Dannato. Tuttora si crede che sia morto.